# Cá lịch đầm lầy môi dày
Cá lịch đầm lầy môi dày (danh pháp hai phần: Ophisternon aenigmaticum) là một loài động vật thuộc họ Lươn. Chúng sinh sống ở các ao hồ bùn đến nước trong chảy ở suối và hồ nước ngọt xứ nhiệt đới Trung Mỹ. Loài này dài tối đa 80 cm.
Loài này phân bố ở Guatemala và từ Mexico đến Cuba. Con đực làm ổ và canh chừng ổ trong hang.